# Italiaans ereveld in Hamburg-Öjendorf
Het Italiaans ereveld in Hamburg-Öjendorf is een militaire begraafplaats in Hamburg, Duitsland. Op de begraafplaats liggen omgekomen militairen uit de Tweede Wereldoorlog.

## Begraafplaats
De begraafplaats ligt in het noordelijke deel van het Friedhof Öjendorf in het zuidoosten van Hamburg in Öjendorf. Op de begraafplaats rusten 5857 slachtoffers. Alle slachtoffers zijn van Italiaanse komaf. De soldaten zijn gesneuveld in de strijd in Duitsland. Ze kwamen om het leven in diverse deelstaten, waaronder Sleeswijk-Holstein, Nedersaksen, Bremen en Noordrijn-Westfalen.